# Wisteria floribunda
La  glicinia japonesa o  wisteria japonesa   (Wisteria floribunda)  es una liana leñosa  perteneciente a la familia de las fabáceas.  Nativa de Japón, fue llevada a Estados Unidos en 1860 por George Rogers Hall.  Desde entonces, se convirtió en una de las flores más románticas de la jardinería. Es muy común para realizar bonsái, junto con Wisteria sinensis Sweet.
Su hábito de floración es quizás de los más espectaculares entre todas las glicinias. Soporta grandes racimos de flores que alcanzan hasta 50 cm de longitud. Esos racimos abren en grandes tramos de flores agrupadas de color blanco, violeta o azul hacia principios o mediados de primavera. Las  flores tienen una fragancia similar a la de la uva.  Su floración temprana puede ser un problema en climas templados, donde las heladas tempranas  pueden destruir los pimpollos. El inicio de la floración de esta especie puede tardar varios años, tal como ocurre con su pariente Wisteria sinensis. 
Puede crecer más de 30 m de longitud, sobre múltiple apoyos, a través de potentes tallos que se van enroscando en el sentido de las agujas del reloj. El follaje está formado por hojas compuestas, de color verde oscuro, brillantes, pinnadas, de 10 a 30 cm de longitud;  con 9 a 13 folíolos oblongos  de 2 a 6 cm de largo. Los frutos son vainas venenosas, pardas, aterciopeladas, de 5 a 10 cm de longitud, que maduran en verano y persisten hasta el invierno. Prefiere suelos húmedos y pleno sol. Puede vivir más de cincuenta años.

## Cultivares
Algunos de los cultivares de esta especie son:
1. 'Alba', con flores blancas
2. 'Carnea', com flores rojo-rosadas
3. 'Issai Perfect', con flores blancas y de floración precoz.
4. 'Ivory Tower', con flores blancas, fragantes y numerosas.
5. 'Lawrence', con flores azules.
6. 'Longissima', con flores de color  púrpura suave dispuestas en largos racimos.
7. 'Longissima Alba', con flores blancas en racimos de 50 cm de longitud.
8. 'Macrobotrys', con flores rojo-violáceas en racimos de más de un metro de longitud.
9. 'Macrobotrys Cascade', blancas y rosa-púrpuras, de vigoroso crecimiento.
10. 'Plena', con flores "dobles", de color azul, en densos racimos.
11. 'Praecox', con flores azul-purpúreas, es una variedad enana.
12. 'Purpurea', de flores púrpuras.
13. 'Rosea', con flores rosa pálidas pintadas de púrpura y racimos de 50 cm de largo.
14. 'Royal Purple', de flores púrpuras.
15. 'Rubra', con flores de color rosa profundo a rojo.
16. 'Snow Showers', con flores blancas con tinte lila.
17. 'Texas Purple', de color de flor púrpuras, es precoz para florecer.
18. 'Violacea Plena', con flores "dobles" de color violeta.

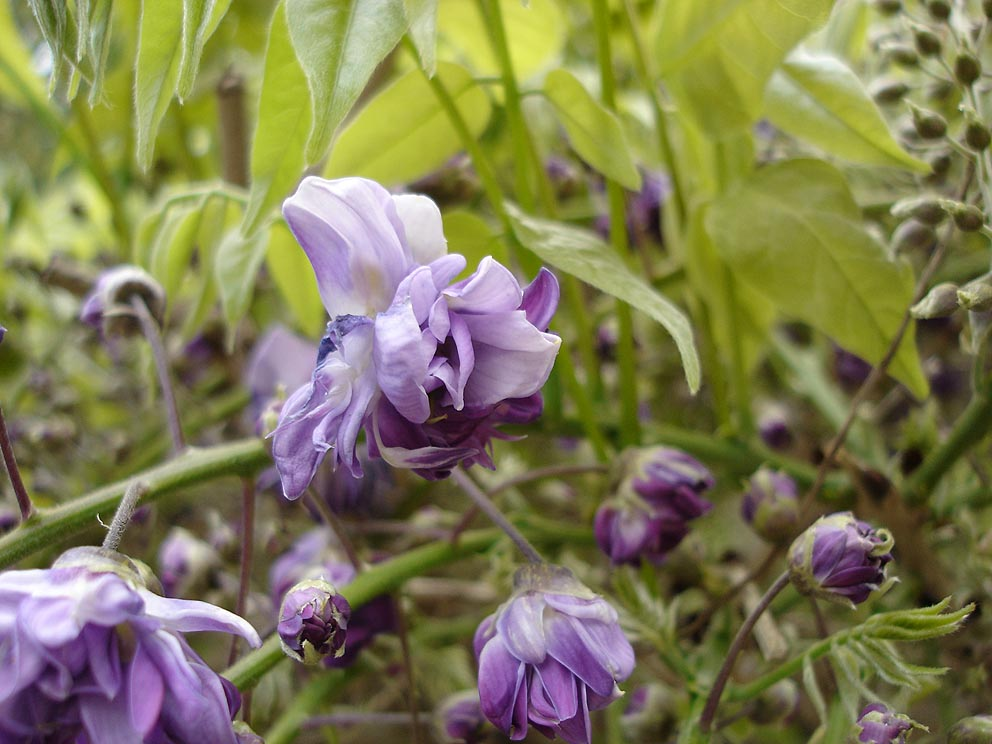
Detalle de un cultivar de flores dobles, "Violacea plena".

## Propagación
- Por semilla, lenta y no recomendable, necesitará más de diez años para florecer, o bien se puede acortar esta larga espera con el injerto.
- Por estaca, se cortan y plantan después de la floración, en el hemisferio norte entre abril y junio, según los climas, es un método de propagación recomendable, tardará en florecer entre tres y cuatro años.
- Por acodo, el método de propagación más recomendable, puede florecer el primer o segundo año.

## Sinónimos
- Dolichos japonicus Spreng.
- Glycine floribunda Willd.
- Kraunhia floribunda (Willd.) Taub.
- Millettia floribunda (Willd.) Matsum.
- Rehsonia floribunda (Willd.) Stritch
- Wisteria multijuga Van Houtte
- (enlace roto disponible en Internet Archive; véase el historial, la primera versión y la última).

## Galería

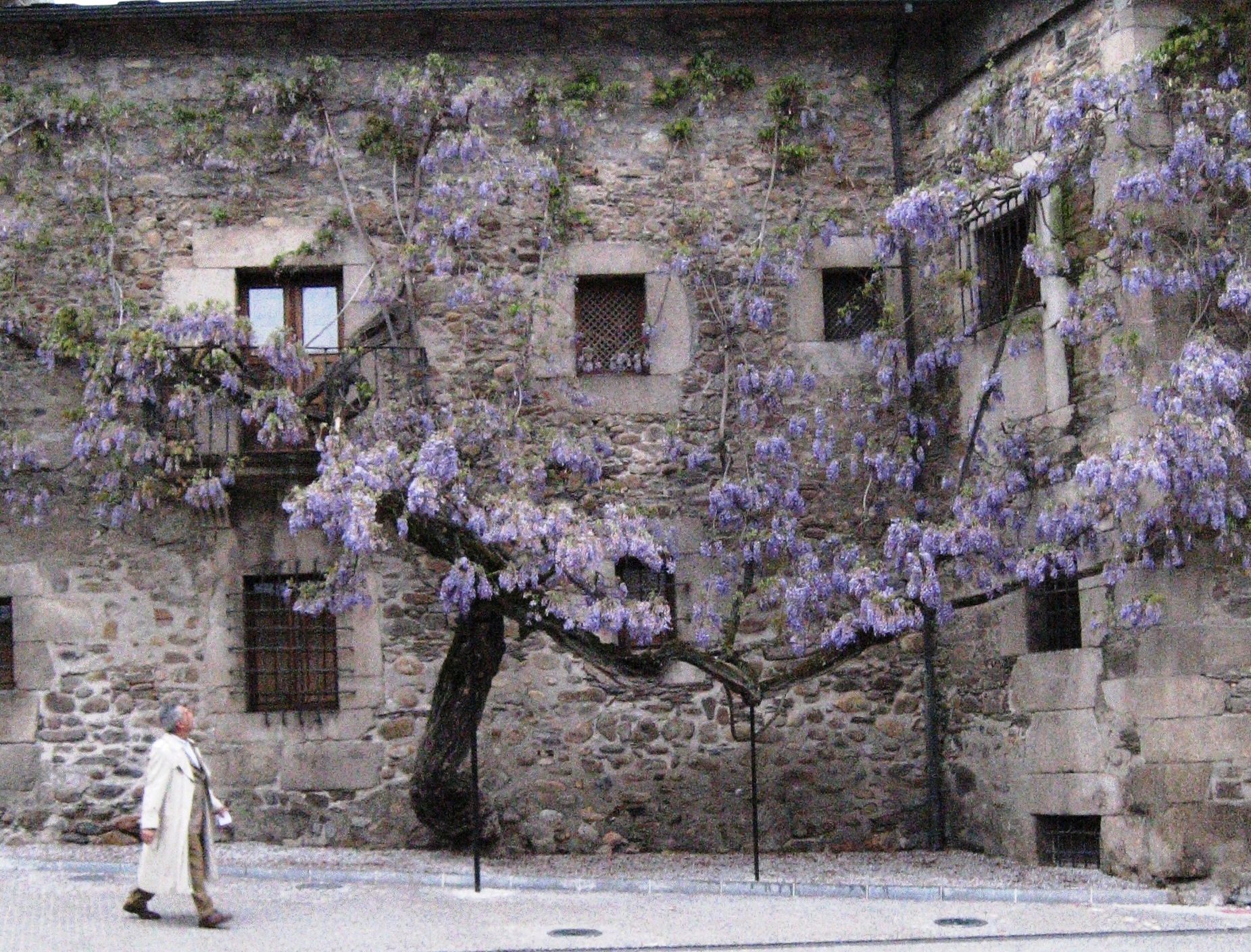
Glicinia que trepa por la pared del Museo de la Radio (Casa de los Escudos) en Ponferrada (El Bierzo).
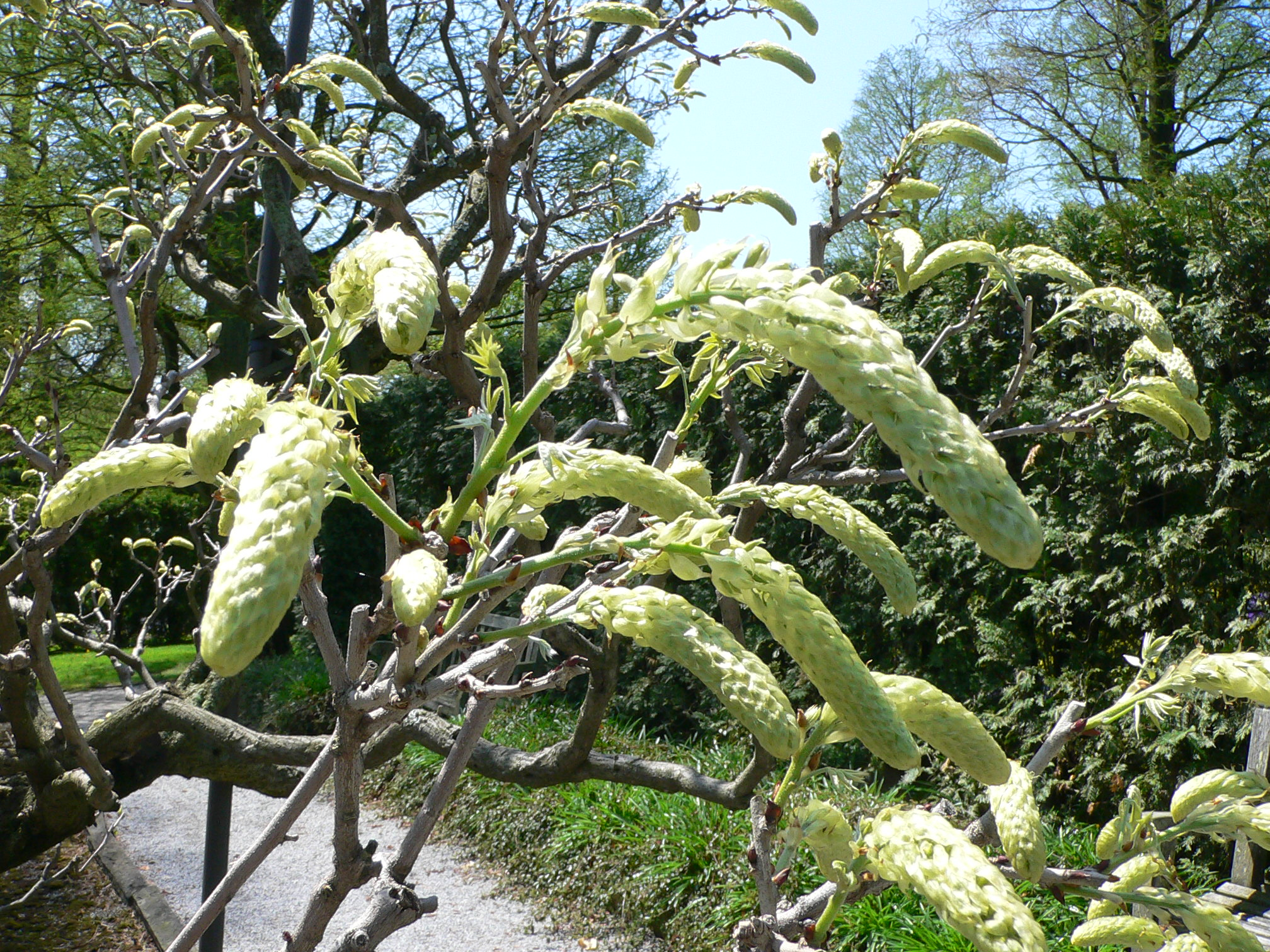
Racimos de pimpollos antes de la floración.
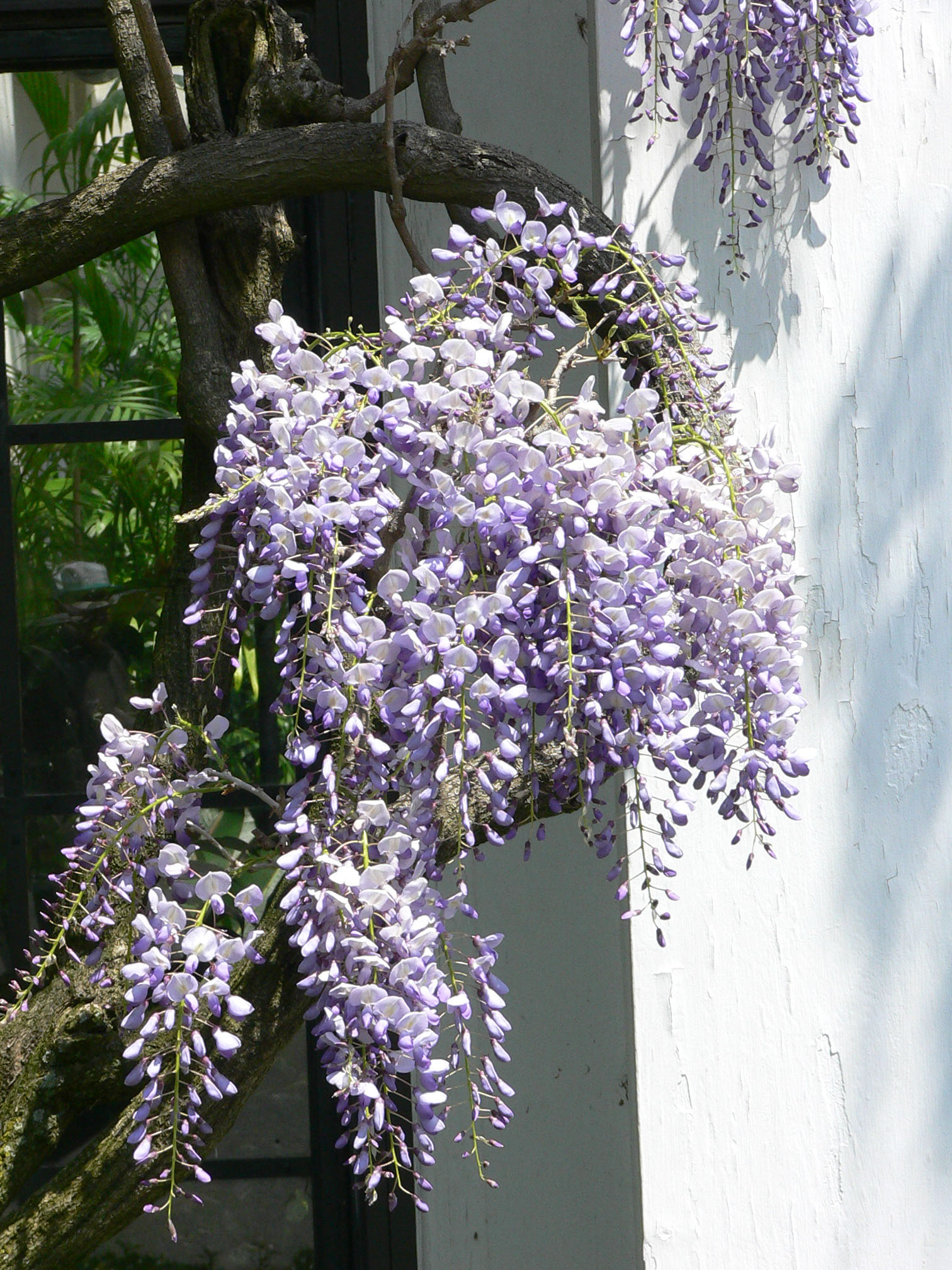
Racimos en plena floración.
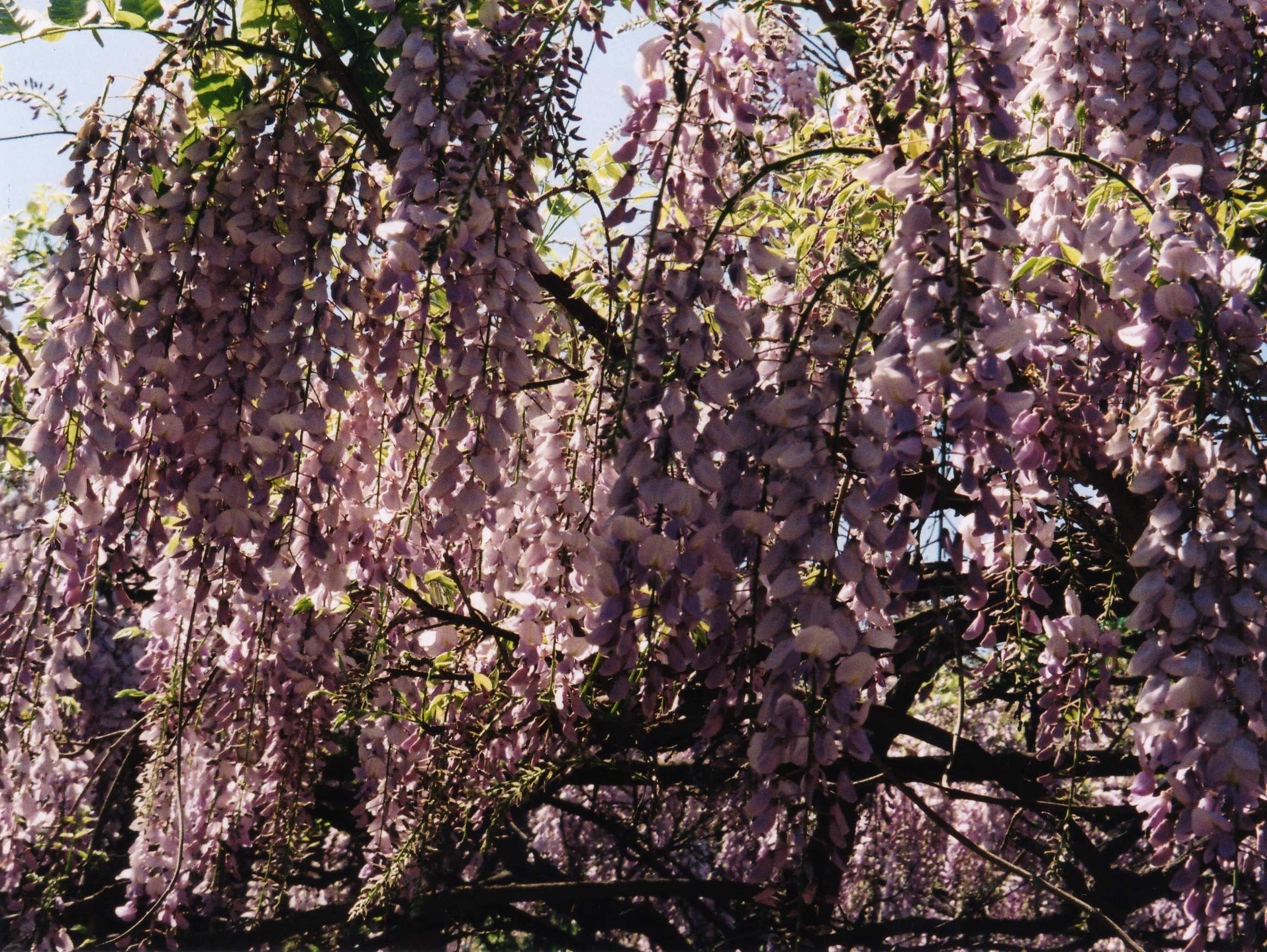
Glicinias florecidas.
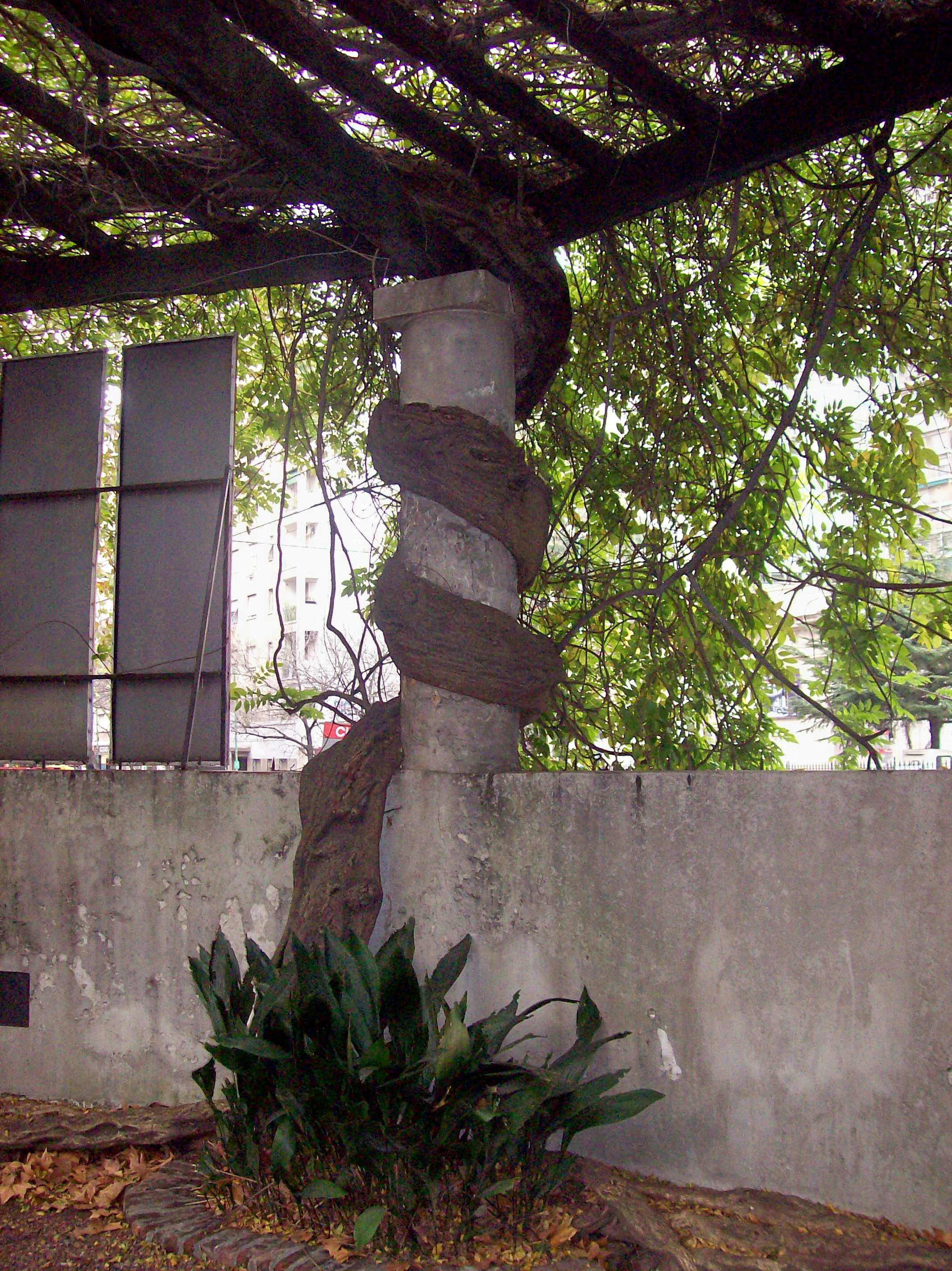
Glicinia centenaria en  el Museo de Arte Español Enrique Larreta, Buenos Aires.
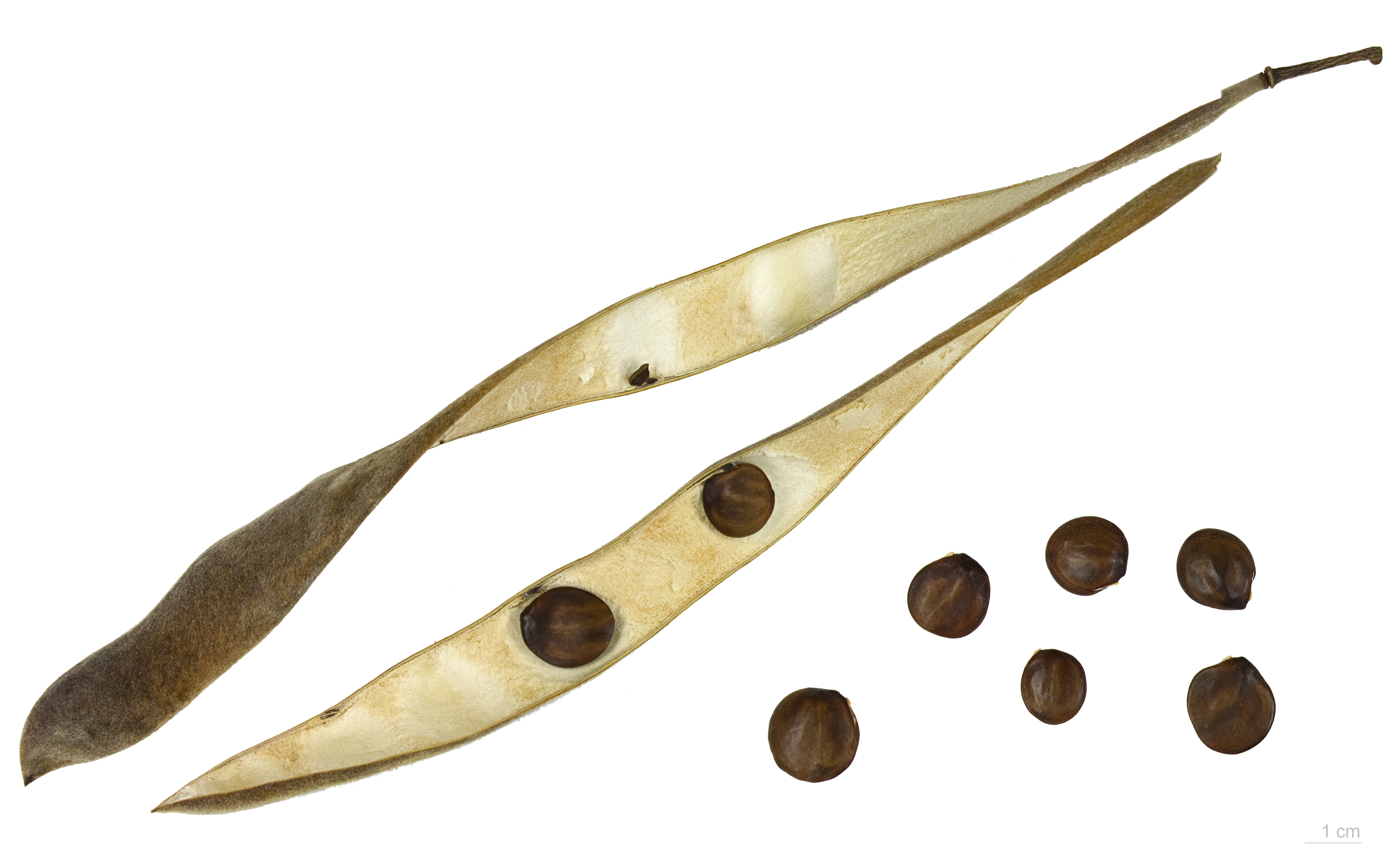
Wisteria floribunda - Museum specimen